# Аккайтым
Аккайтым (каз. Аққайтым) — село в Шалкарском районе Актюбинской области Казахстана. Административный центр Жанаконысского сельского округа. Находится примерно в 43 км к юго-западу от города Шалкар, административного центра района, на высоте 170 метров над уровнем моря. Код КАТО — 156441100.

## Население
В 1999 году население села составляло 721 человека (366 мужчин и 355 женщин). По данным переписи 2009 года, в селе проживало 620 человек (324 мужчины и 296 женщин).